# Île de Saint-Cado
Pour les articles homonymes, voir Saint-Cado (homonymie).
L'île de Saint-Cado est une île du Morbihan située dans la rivière d'Étel, en face du village de Saint-Cado, sur la commune de Belz.

## Géographie

En arrivant sur l'île de Saint-Cado par la digue (Juillet 2022)

L’île de Saint-Cado est un écart insulaire de la commune de Belz. Située dans la rivière d'Étel, elle est reliée à la terre ferme, au village de Saint-Cado, par un pont digue. Elle est proche, de l'îlot de Nichtarguér au sud-ouest et de l'île de Niheu à l’est.

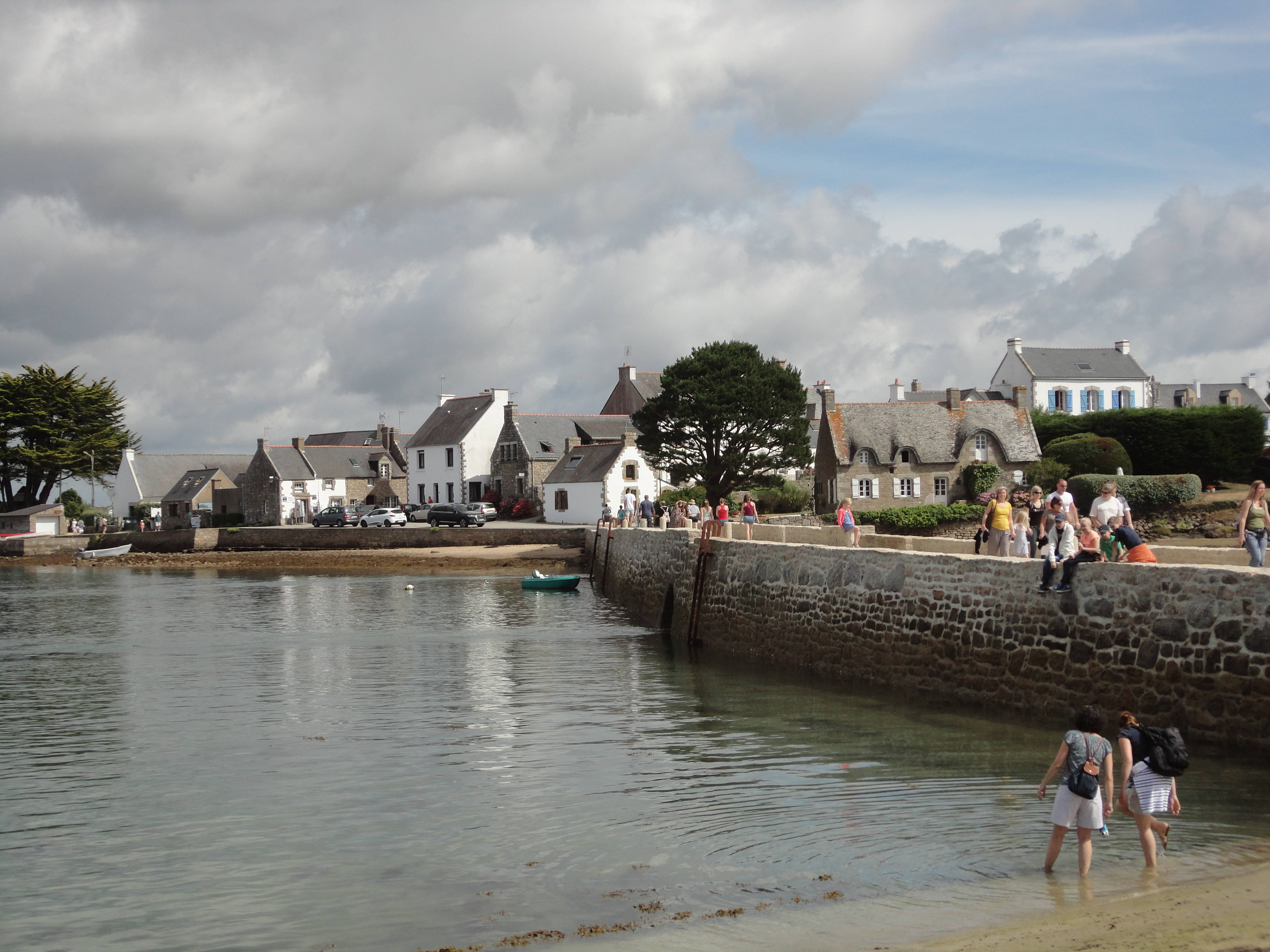
L'île de Saint-Cado et son pont.
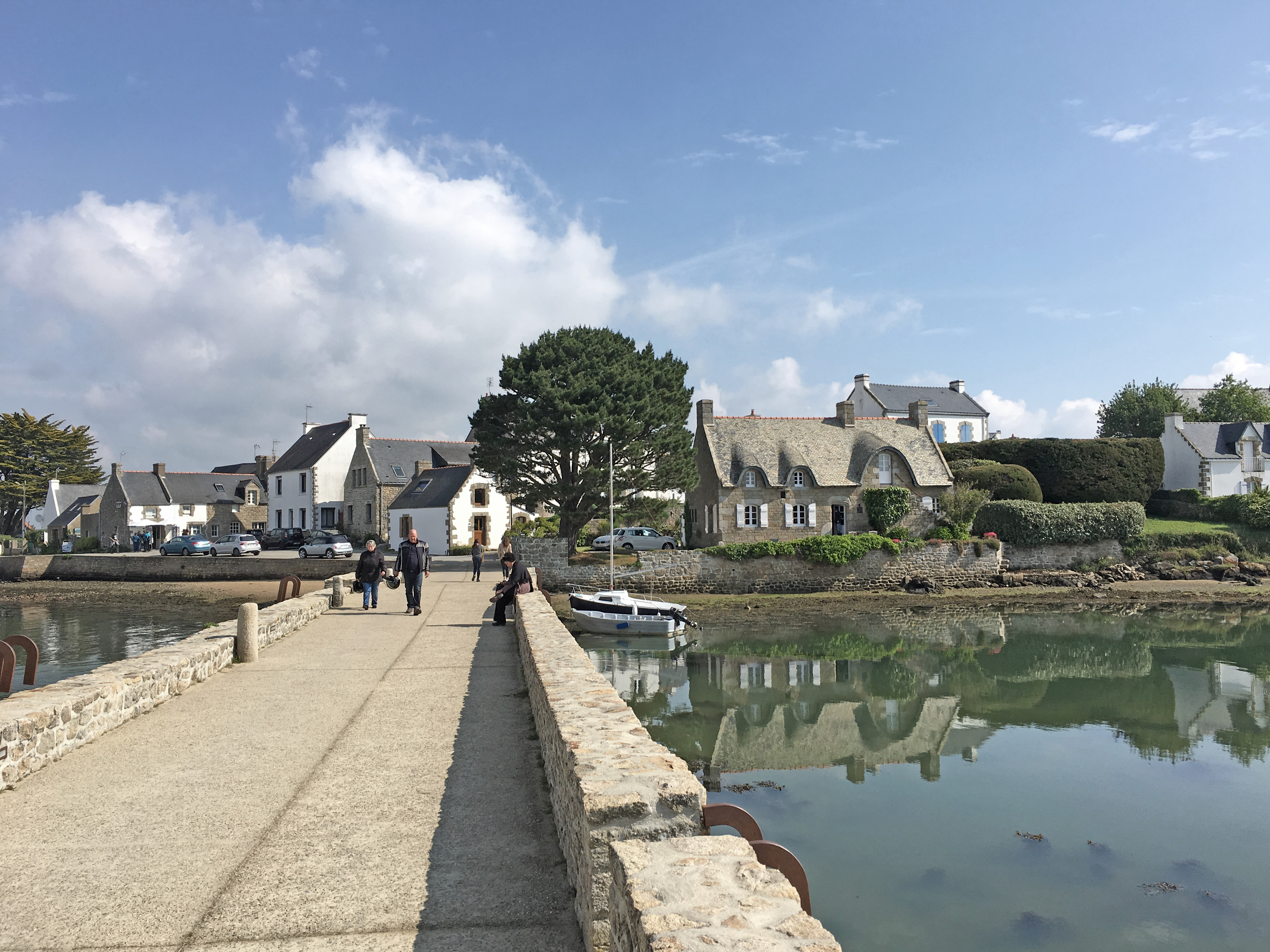
Pont digue et île de Saint-Cado.
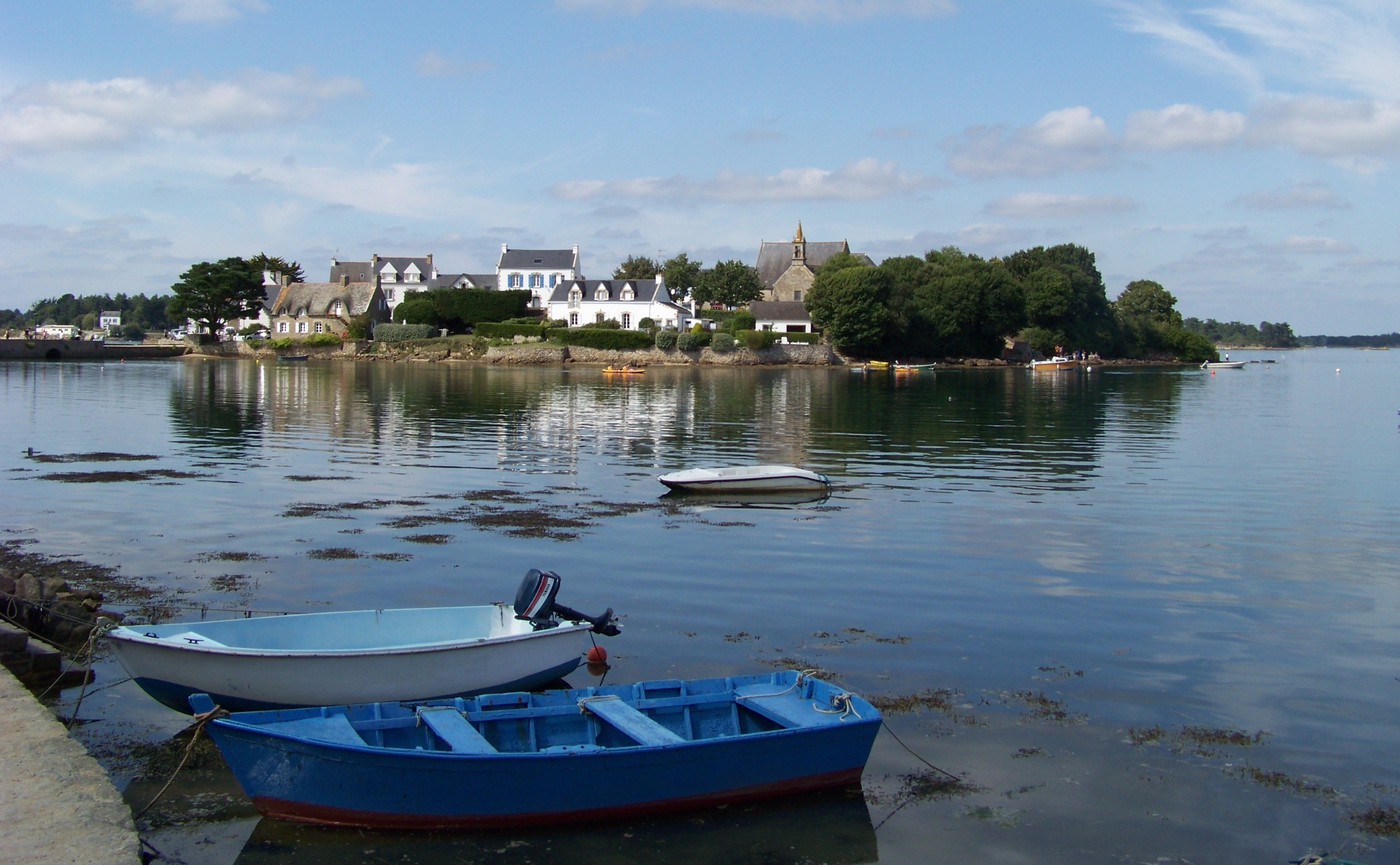
L'île de Saint-Cado vue du village.

## Historique

### Récit légendaire du pont de Saint-Cado
Selon la légende rapportée par Elvire de Cerny le démon aurait promis à saint Cado qui vivait en ermite dans l'île, de lui construire le pont dont il rêvait pour relier l'île au continent; en échange le diable demandait l’âme et le corps de la première créature qui passerait sur le pont. Le diable construisait le pont en une nuit et réclama son dû. Le saint le berna en jetant sur le pont un chat qui se trouvait à proximité. Selon Bernard Rio des récits analogues existent pour une centaine de "ponts du diable" en France.

### Histoire
Dépoussiérée des contes et légendes, l'histoire retient la création d'un ermitage attribué à saint Cado à une date indéterminée du Haut Moyen Âge et sa reprise, en 1089, par les moines Bénédictins de l'Abbaye Sainte-Croix de Quimperlé qui en font un prieuré qui est présent dans leurs livres de comptes jusqu'à leur disparition lors de la Révolution française,. Si l'inscription « l'abri de Saint-Cado en rivière d'Étel » est inscrit sur une carte de 1548 du Manuel de pilotage à l'usage des marins breton, la première description connue du site et celle faite par François-Nicolas Baudot Dubuisson-Aubenay, en 1636, lors d'un voyage en Bretagne. À la recherche d'un passage pour traverser la rivière d'Étel il décrit les sites et notamment celui de Saint-Cado :

« Le troisième est un bon quart de lieue encor plus avant en terre, et s'appelle St Cado. C'est un bourg à la mode de Bretagne, ou hameau de dix maisons, de la paroisse de Belz qui est à veue, toute proche. Au bout du hameau, est une chaussée, toute de pierres grosses et entassées sans mortier, et qui est de largeur de 2 à 3 toises, percée en deux endroits planchés de bois, suite, au dessus de la mer, de deux piés et longue de 100 ou 150 pas, joignant le susdit hameau à une isle d'environ 300 ou 400 pas de circuit, et dans laquelle il y a une chapelle de St Cado, à l'endroit maisme où le saint de ce nom maine jadis la vie érémitique. »

Puis le voyageur décrit les bâtiments présents sur l'île tout en relevant les légendes :

« Au vitrail du maistre autel, sont les armes de Rosmadec, qui sont du sr du Plessis Josso qui a force de seigneuries par tout là. Le prieuré, au reste, est dépendant de l'abbays noire de Kimperlé et vaut 200 escus  de rente, possédé par le sr de Kerprévost, chanoine de Vannes, frère du sr de Keriergon, du nom de Kermarho. Dans la chapelle, au costé austral du sanctuaire, est un tomboau massonné et couvert d'une lame de pierre dure, qu'ils appellent : le doy de St Cado ; et disent que la chaussée susdite, qu'ils appellent ; pont St Cado, qui n'est ni ouvrage romain, ni chose rare en sorte que ce soit, fut par le diable faite en une nuit, comme il se lit en la vie du saint. En cette maisne isle, joignant la chapelle, est le manoir du prieur et encor une ou deux maisonnettes, entre lesquelles est celle du passager qui passe, de ladite isle, homme et chevaus de l'autre cossé, ... »

### Un port sardinier
Des 1548, le site de l'île est défini comme « abri de Saint-Cado en rivière d'Etel » dans le manuel de pilotage à l'usage des marins bretons. Durant la seconde moitié du XVIIe siècle, un groupe de bourgeois négociants (Jean Rohu, Le Toullec, Henry, Le Baron) décide de s'y installer pour développer la pêche à la sardine. En 1684 des presses à sardines sont installées près du village et en 1728 il y a vingt-deux chaloupes armées pour la pêche à la sardine. le port est en partie situé entre le village et l'île avec des bateaux amarrés ou échoués le long du pont digue.
La Rivière d'Étel a abrité jusqu'à 170 chaloupes sardinières à la fin du XIXe siècle et au début du XXe siècle (la majorité dans l'île de Saint-Cado), embarquant environ un millier de marins ; 12 usines traitaient alors le poisson.
Au début du XXe siècle, en raison de la crise sardinière, de nombreux pêcheurs de Saint-Cado allèrent s'embarquer sur des thoniers de l'Île de Groix.

Port sardinier au début du XXe siècle
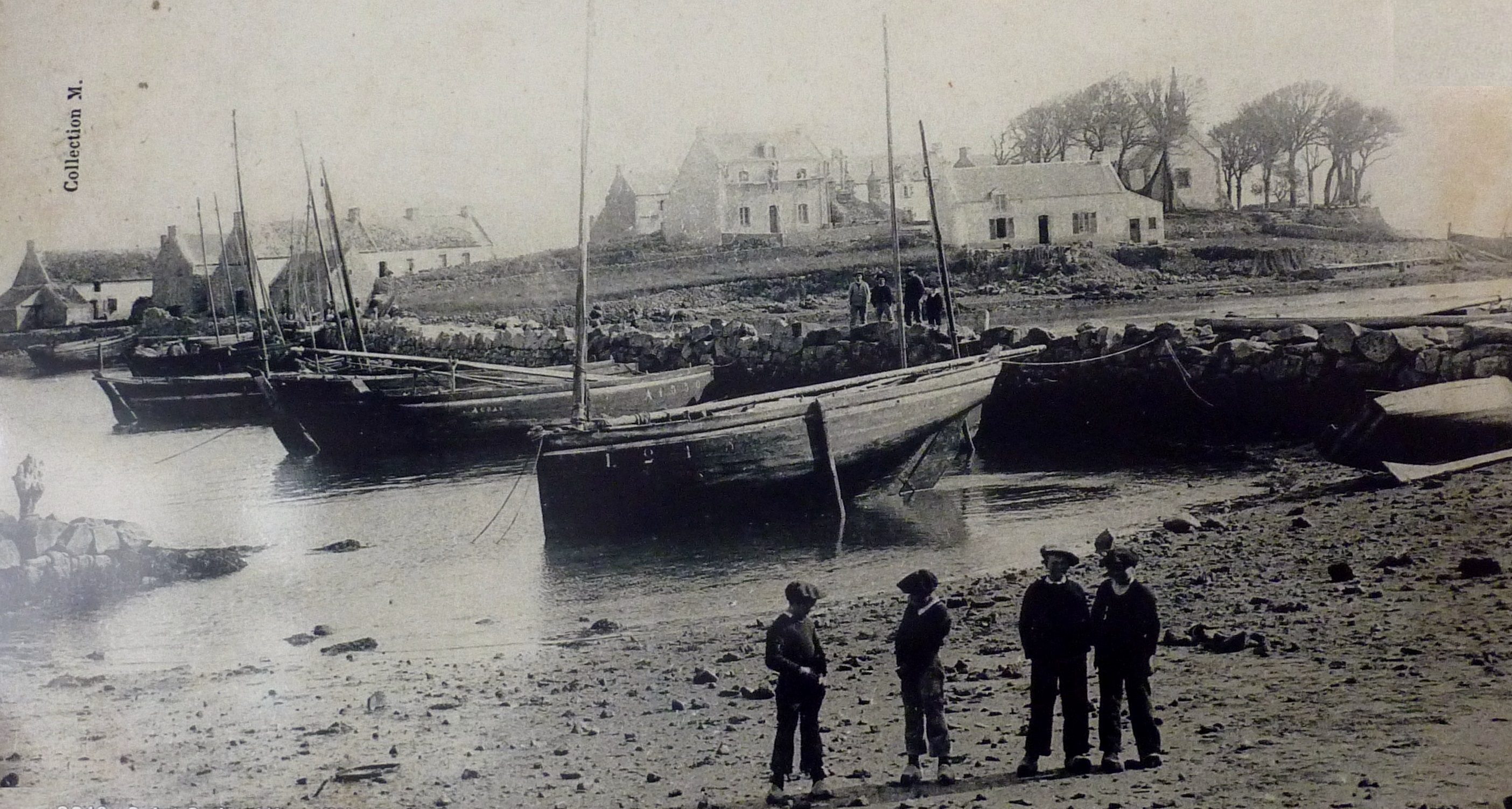
Port et chapelle.
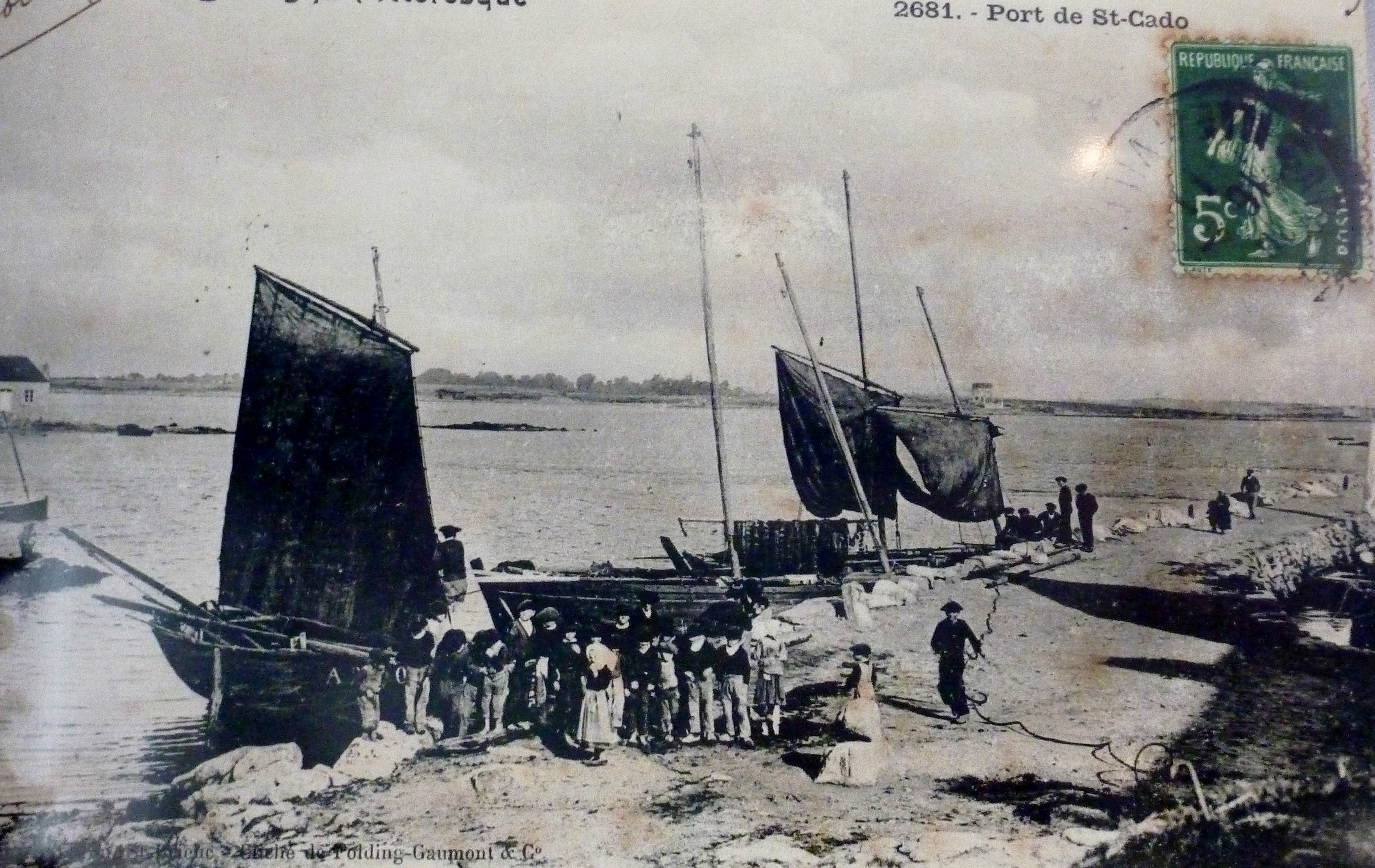
Chaloupes sardinières.

### La Première Guerre mondiale
Une plaque commémorative apposée dans la chapelle de Saint-Cado à l'occasion du centenaire de la Première Guerre mondiale cite les noms de 37 soldats et marins, qui vivaient à Saint-Cado, morts pour la France pendant cette guerre.

## Sites classés de l'île

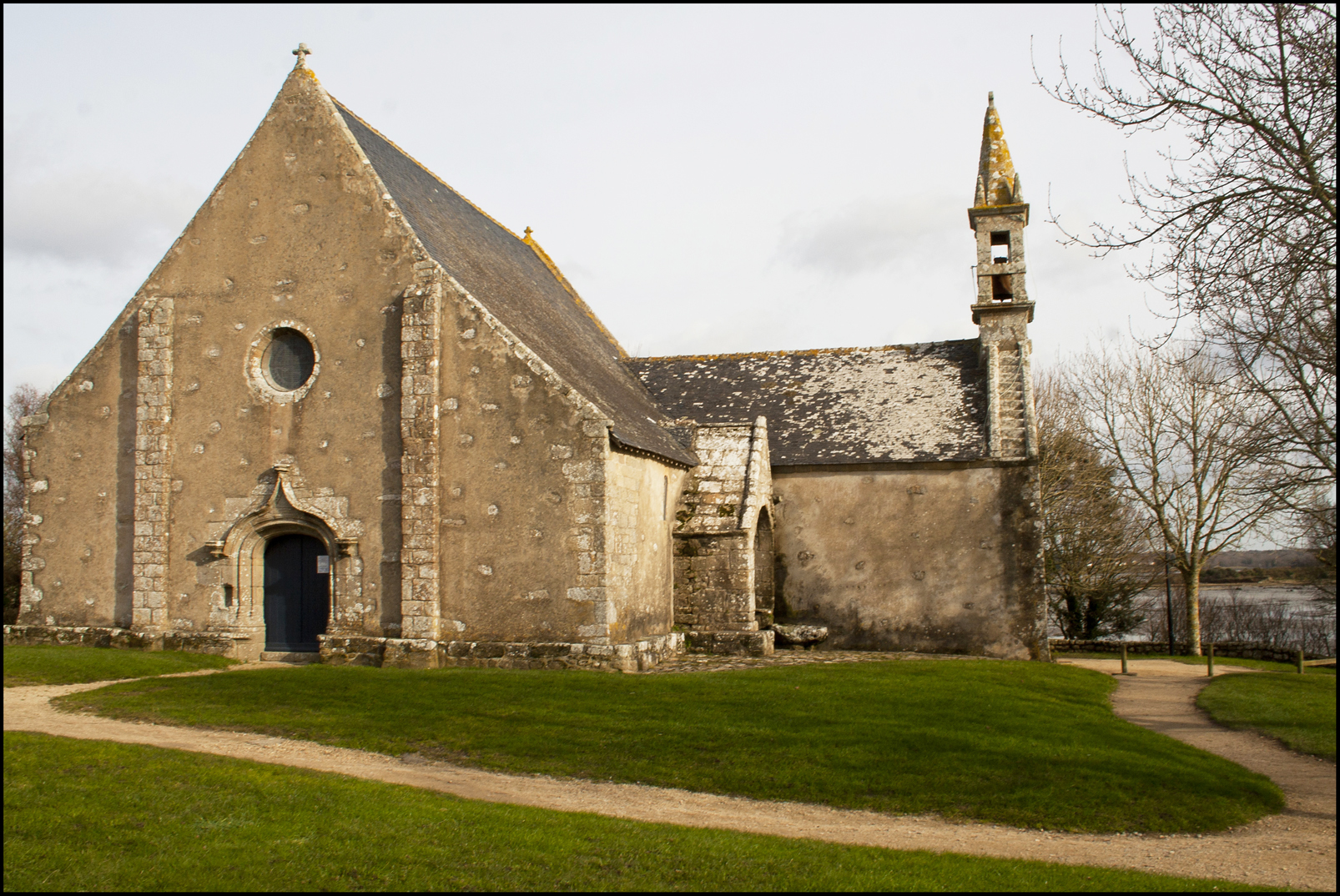
Chapelle de Saint-Cado.

L'ensemble constitué par la chapelle, la place et son calvaire et la fontaine est classé. Depuis 1964, l'île elle-même, dans sa totalité, est un site inscrit.

### Chapelle Saint-Cado
Sa chapelle datant du XIIe siècle, est classée aux Monuments historiques depuis le 12 mai 1925.

### Calvaire de Saint-Cado
Calvaire monumental construit en 1832 en pierre de taille.

Le calvaire
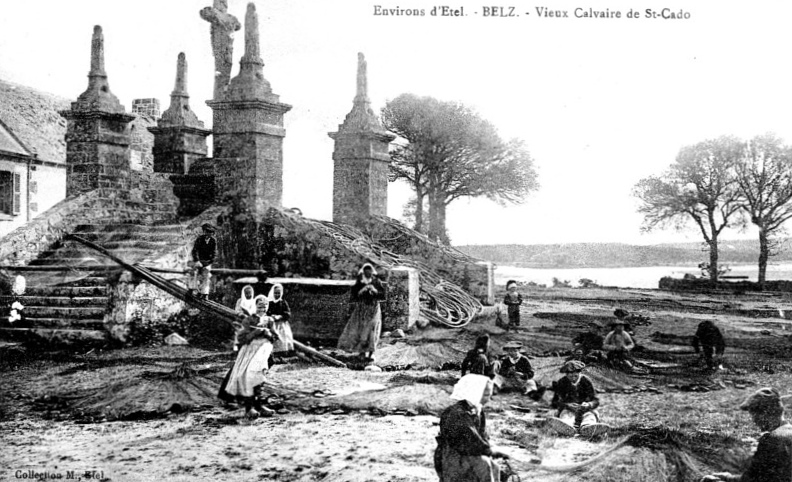
Vers 1920
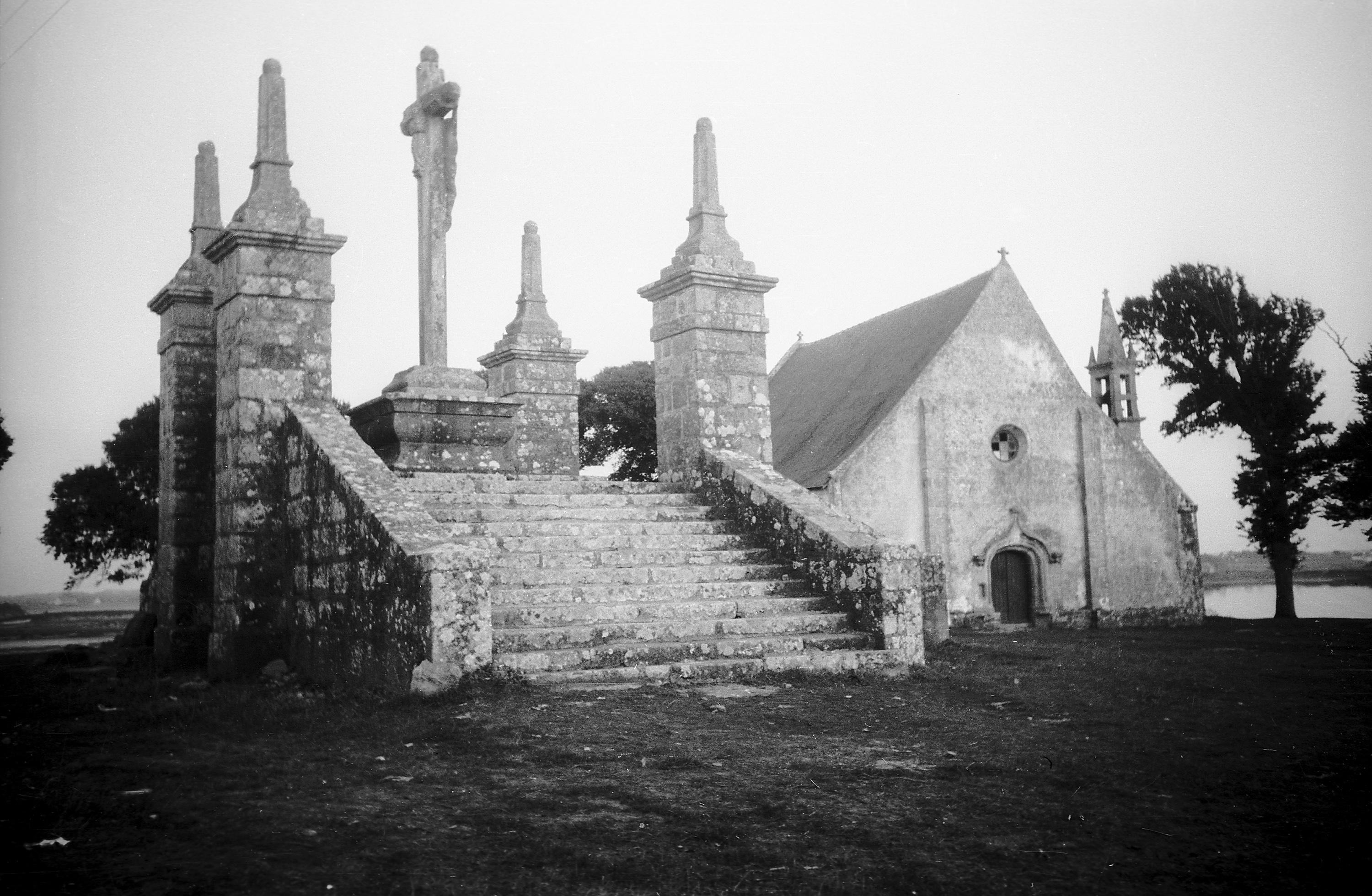
En 1937
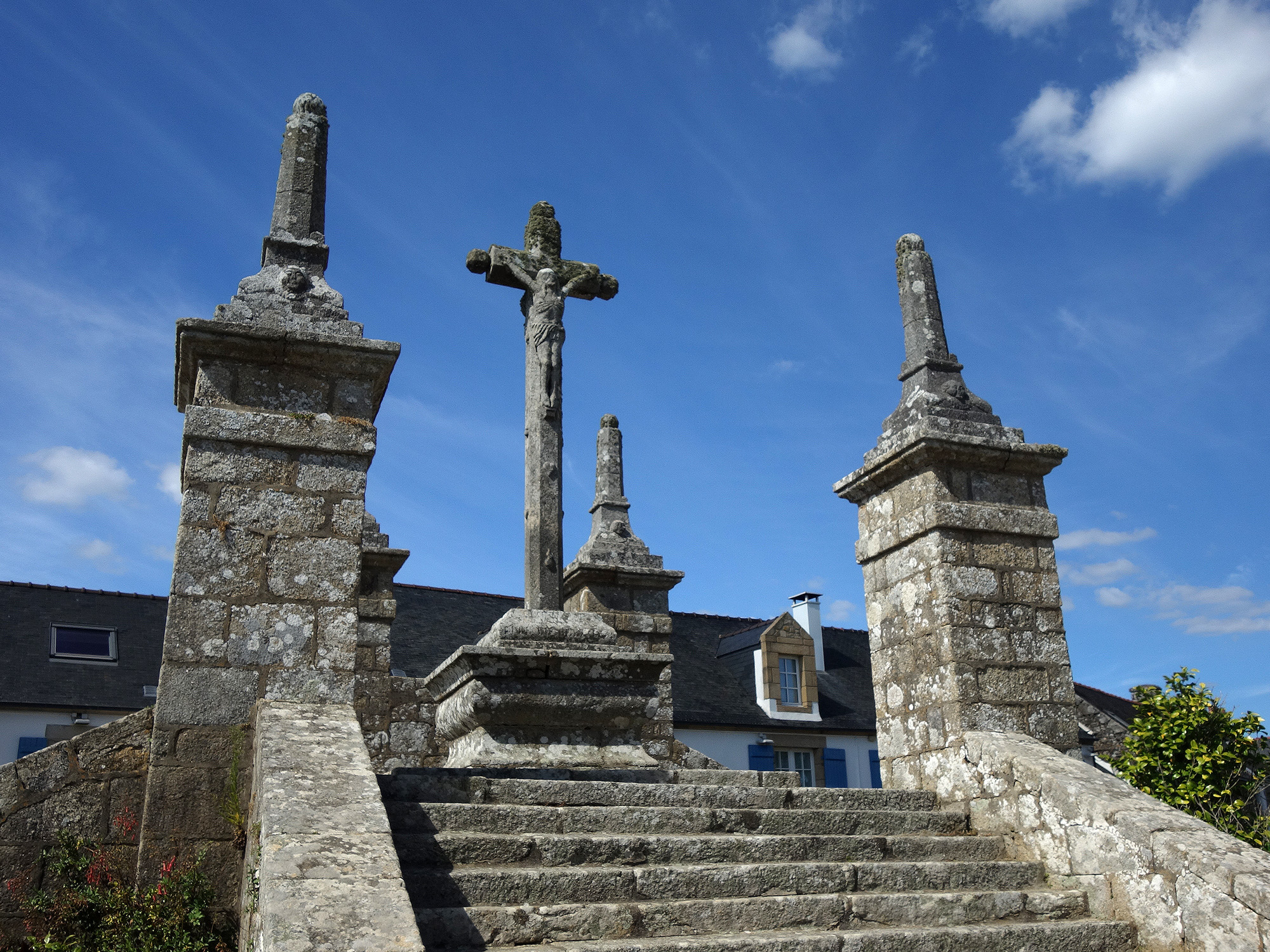
En 2022

### Fontaine de Saint-Cado
La fontaine de Saint-Cado, située sur l'île homonyme, dite aussi fontaine de dévotion, date du XVIIIe siècle. Elle a été restaurée au XXe siècle et la croix celtique qui la surplombe est un ajout des années 1990. La statue qui apparait sur la troisième photo ci-dessous, a été commandée par l'association des amis de la chapelle et sculpté par Antoine Le Boulzec, alors jeune compagnon de l'entreprise de tailleurs de pierre Marc Trénit. Elle a été déposée dans la fontaine lors du pardon du 15 septembre 2013.

La fontaine
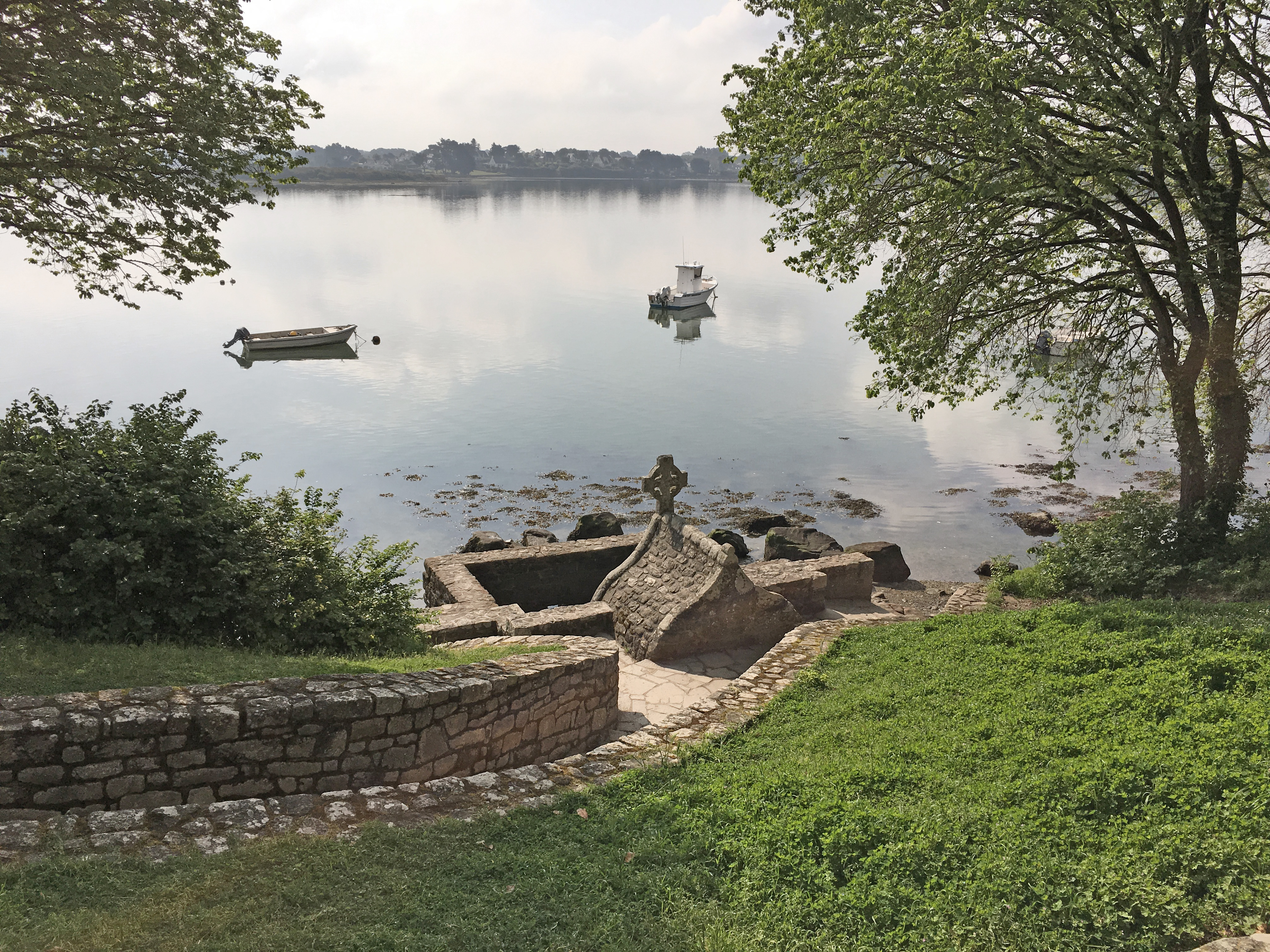
En 2019.
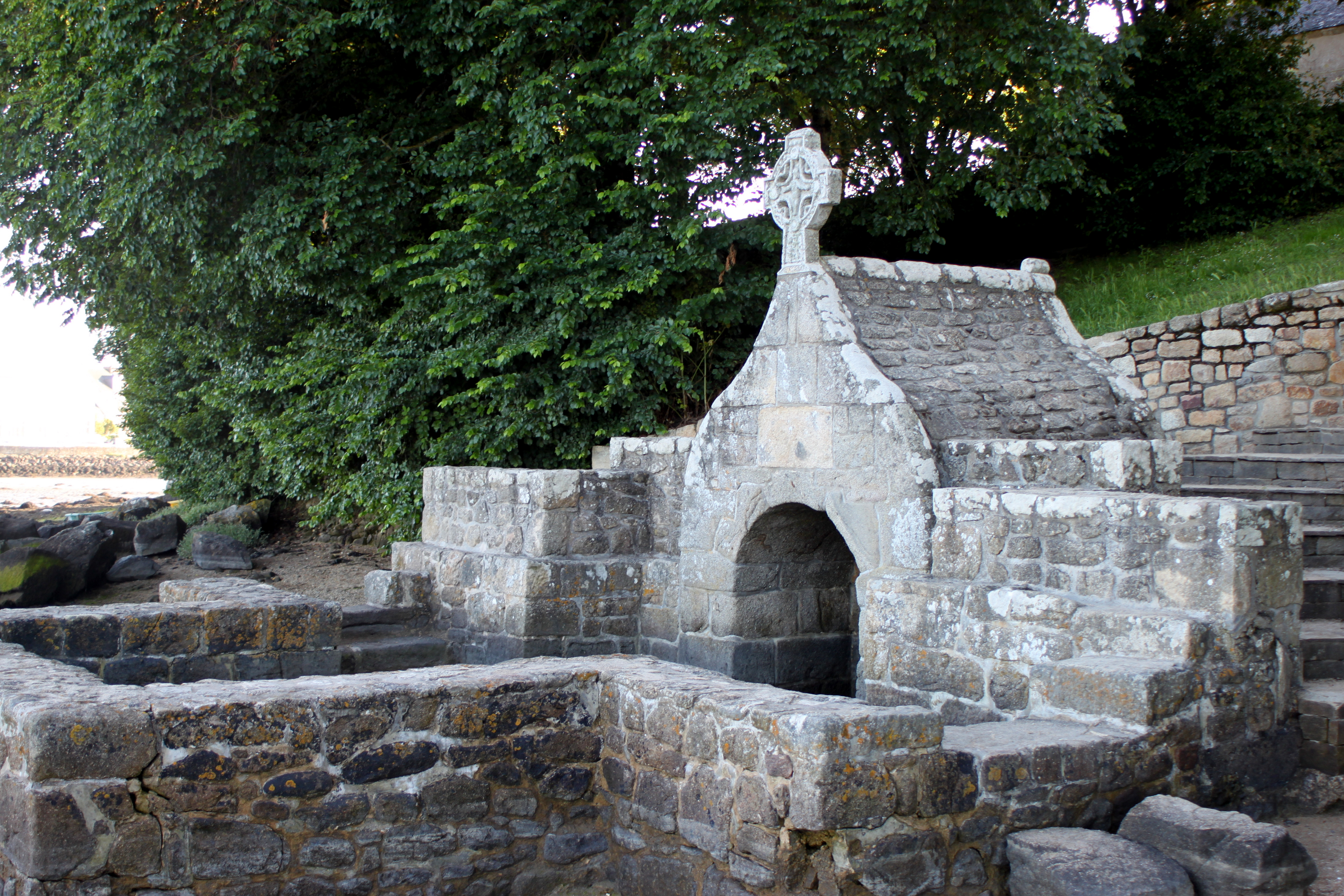
En 2013.

## Représentation dans l'art
- Jean Frélaut : La procession de Belz au pardon de Saint-Cado (Musée de la Cohue de Vannes).
- Louis-Marie Désiré-Lucas : la procession ou le pardon de Saint-Cado  (Musée des Beaux-Arts de Quimper)[18].
- Mathurin Méheut : Femmes de Saint-Cado (Musée Mathurin-Méheut à Lamballe)[19].